# Jules Pasquier
Pour les articles homonymes, voir Jules Pasquier (1774-1858) et Pasquier.
Jules Pasquier, né le 1er avril 1839 à Goudelancourt-les-Pierrepont (Aisne) et mort le 10 mars 1928 à Laon (Aisne), est un homme politique français.

## Biographie
Notaire à Laon de 1866 à 1880, il est conseiller municipal de Laon en 1888. À ce poste, il promet d'oeuvrer pour protéger les produits français et les producteurs nationaux. Il est élu député de l'Aisne de 1889 à 1893 et de 1905 à 1910, siégeant au groupe de l'Action libérale. Lors du débat concernant la séparation de l'Église et de l'État, il s'oppose à cette séparation.
Il a été maire d'Autremencourt.

## Sources
- « Jules Pasquier », dans le Dictionnaire des parlementaires français (1889-1940), sous la direction de Jean Jolly, PUF, 1960 [détail de l’édition]